# Сусловка (Житомирская область)
Сусловка (укр. Суслівка) — село на Украине, находится в Чудновском районе Житомирской области.
Код КОАТУУ — 1825886002. Население по переписи 2001 года составляет 225 человек. Почтовый индекс — 13267. Телефонный код — +380 4139. Занимает площадь 0,668 км².
18 марта 2010 г. преобразована из посёлка в село.

## Адрес местного совета
13266, Житомирская область, Чудновский р-н, с. Носовки, ул. Центральная, 4